# Tau2 Hydri
Título a ser usado para criar uma ligação interna é Tau2 Hydri.
Tau2 Hydri (18 Hydri) é uma estrela na direção da constelação de Hydrus. Possui uma ascensão reta de 01h 47m 46.69s e uma declinação de −80° 10′ 34.2″. Sua magnitude aparente é igual a 6.05. Considerando sua distância de 202 anos-luz em relação à Terra, sua magnitude absoluta é igual a 2.09. Pertence à classe espectral F0III.